# Dahi vada
Dahi vada est un en-cas très prisé en Inde. Il est préparé à partir de vada (beignets de farine en boule) marinés dans un épais dahi (yaourt).

## Étymologie
Dahi vada est également connu comme dahi bara (دہی بڑےNq) en ourdou, dahi bhalla en punjabi, thayir vadai en tamoul, thairu vada en malayalam, perugu vada en telugu, mosaru vade en kannada, dahi bara (ଦହି ବରା) en odia et doi bora (দই বড়া) en bengali.

## Histoire
Une recette de dahi vada (comme le kshiravata) est mentionnée dans l’encyclopédie Manasollasa, datant du xiie siècle et compilée par Someshvara III, qui a régné dans l'actuelle région de Karnataka.

## Préparation
Des haricots urd (ou soja noir) sont lavés et décortiqués puis trempés dans l'eau durant une nuit. Ils sont par la suite broyés pour pouvoir obtenir une pâte. Des petites boules de pâte sont frites dans l'huile chaude, on obtient les vada. Les vada sont ensuite marinés dans un yaourt épais durant une courte période. On peut inclure dans la pâte des raisins secs dorés.
Les vada peuvent-être saupoudrés de coriandre ou de feuilles de menthe, de poudre de chili, de poivre noir concassé, de chaat masala, de cumin, de noix de coco râpée, de piments verts, de boondi, de fines tranches de gingembre frais ou de grenade.
Le lait caillé, qui est plus sucré, est préféré dans certains endroits de l'Inde en particulier dans le Maharashtra et le Gujarat, bien que le garnissage reste le même. Une combinaison de coriandre et de chutney de tamarin est souvent utilisée comme garniture.

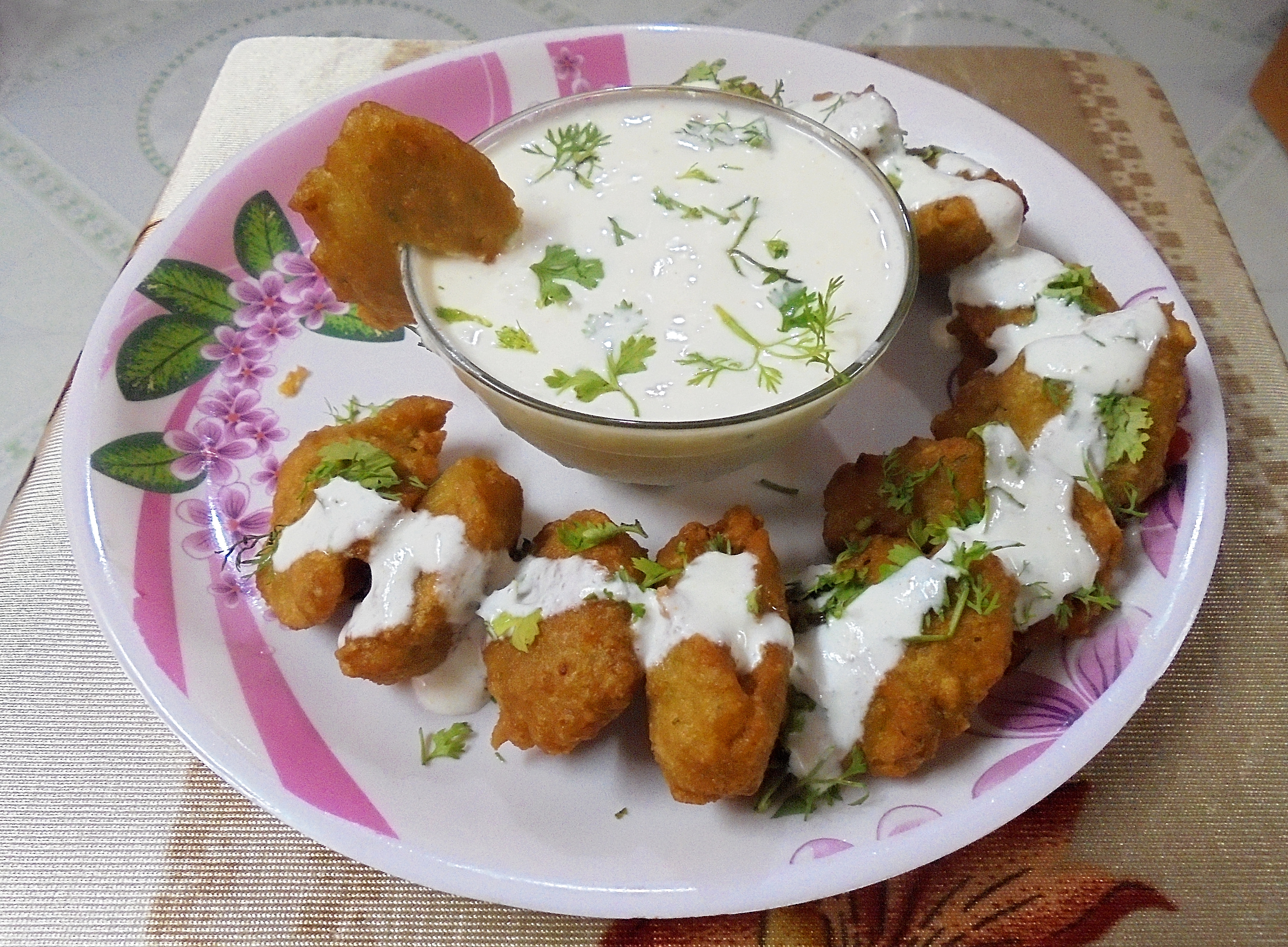
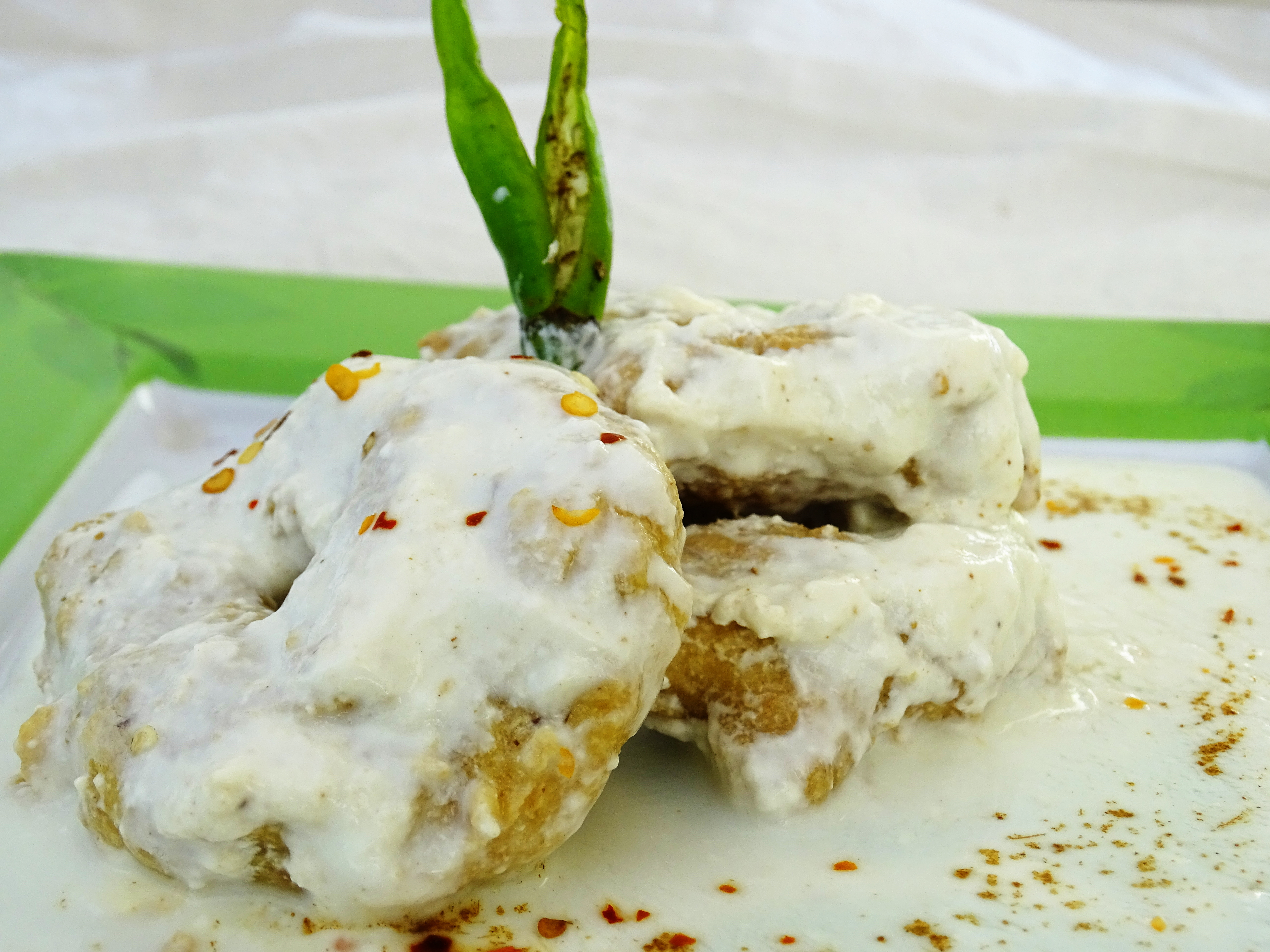